# 歧伞菊
歧伞菊（学名：Thespis divaricata）为菊科歧伞菊属的植物。分布于尼泊尔、柬埔寨、锡金、印度以及中国大陆的云南等地，生长于海拔1,000米的地区，多生于田边或路旁。